# Irlanda en los Juegos Olímpicos de Roma 1960
Irlanda estuvo representada en los Juegos Olímpicos de Roma 1960 por un total de 49 deportistas que compitieron en 8 deportes.  
El portador de la bandera en la ceremonia de apertura fue el atleta Ronald Delany. El equipo olímpico irlandés no obtuvo ninguna medalla en estos Juegos.